# Celebrian
 (février 2024).
Si vous disposez d'ouvrages ou d'articles de référence ou si vous connaissez des sites web de qualité traitant du thème abordé ici, merci de compléter l'article en donnant les références utiles à sa vérifiabilité et en les liant à la section « Notes et références ».
Celebrían est un personnage issu de l'univers fantastique de J.R.R. Tolkien, plus précisément de son legendarium lié au Seigneur des Anneaux. Elle est la fille de Galadriel et de Celeborn, et l'épouse d'Elrond, le Seigneur d'Imladris (Rivendell). Son histoire est empreinte de mystère, de tragédie et de courage, bien qu'elle ne soit pas aussi centrale que celle de certains autres personnages. Cependant, elle possède une signification profonde dans le contexte du monde de Tolkien.

## Biographie
Celebrían est originaire de la lignée des Elfes, une race immortelle et noble. Elle est née au Premier Âge de la Terre du Milieu, à une époque où les forces du Mal menaçaient grandement le monde. Elle a grandi dans la majestueuse forêt de Lothlórien, gouvernée par sa mère Galadriel et son père Celeborn. Son enfance a été imprégnée des arts elfiques, de la sagesse des Eldar et de la beauté de la nature.
Elle a rencontré Elrond, le Seigneur demi-elfe d'Imladris, lors d'une période de paix relative dans la Terre du Milieu. Leur amour a fleuri dans les jardins de Rivendell, parmi les chutes d'eau et les sommets enneigés des montagnes environnantes. Leur mariage a été célébré avec éclat, symbolisant l'union de deux grandes lignées elfiques.
Cependant, le bonheur de Celebrían a été éclipsé par une tragédie. En 2509 T.A, pendant un voyage en Eriador, elle a été capturée par des Orques. Elle a été torturée et blessée avant d'être secourue par son fils Elladan et son frère jumeau Elrohir. Malgré les soins prodigués à Rivendell, les blessures infligées à son esprit étaient trop profondes et elle était blessée par une flèche empoisonnée.
Celebrían a finalement décidé de partir pour les Terres Immortelles, les havres bénis où les Elfes peuvent trouver la paix et la guérison éternelles. Son départ a été un déchirement pour Elrond et leurs enfants, mais il a également symbolisé la réalité de la condition des Elfes dans un monde en déclin.
Son voyage vers l'Ouest reste enveloppé de mystère, comme beaucoup d'aspects de la vie des Elfes après leur départ de la Terre du Milieu. Cependant, son héritage et son influence perdurent à travers ses descendants et dans les récits des peuples libres qui ont bénéficié de la générosité et de la sagesse des Elfes.
Celebrían incarne ainsi plusieurs thèmes chers à Tolkien, notamment celui de la perte, de la résilience et de la beauté éphémère de la vie dans un monde en mutation perpétuelle. Son histoire, bien que courte, résonne avec une profondeur émotionnelle qui ajoute une dimension supplémentaire à l'univers complexe et riche du Seigneur des Anneaux.